# Kim Simonsen
Kim Simonsen (født 23. april 1961 i Grenaa) er et dansk professionelt bestyrelsesmedlem, der er tidligere forbundsformand for HK Danmark.
Kim Simonsen er uddannet kontorassistent fra Grenaa Handelsskole i 1978 og blev efterfølgende ansat i skatteforvaltningen i Grenaa Kommune. Han begyndte sit faglige arbejde, da han i 1983 blev valgt til tillidsrepræsentant. Fra 1990 var han formand for HK/Kommunal.
Han var formand for det samlede HK fra 2008 til 2021, hvor han afløstes af Anja C. Jensen. Under sin formandsperiode var han blandt andet også medlem af Fagbevægelsens Hovedorganisations (FH) forretningsudvalg. Før fusionen mellem LO og FTF, der skabte FH, var Kim Simonsen i 2015 formandskandidat i organisationen. Han nød dog ikke tilstrækkelig opbakning, og i stedet blev Lizette Risgaard formand.
Partipolitisk har han også været aktiv i Socialdemokratiet, som han gennem mange år har været medlem af. En enkelt valgperiode (fra 1985) var han byrådsmedlem for partiet i Grenaa.
I forbindelse med at han fratrådte kom det i Berlingske frem, at hans i seks år efter sin fremtræden - altså frem til 2027 - modtager to tredjedele af sit formandshonorar på 88.000 kroner månedligt.
Siden sin fratræden som formand har han været formand for bestyrelsen for AKF og Refshaleøen Ejendomsselskab samt næstformand for Sampension og Dansk Flygtningehjælp